# 乔岔滩乡
乔岔滩乡是中国陕西省榆林市神木县下辖的一个乡。2011年，乔岔滩乡被撤销，辖境并入高家堡镇。

## 行政区划
乔岔滩乡下辖以下行政区：
乔岔滩村、刘家畔村、柳巷村、马家墕村、马家滩村、徐家塔村、蔡小沟村、阳道墕村、边家渠村、黄虫塔村、高仁里峁村、贺杏峁村、屈家兴庄村、白家梁村、呼家渠村、沙墕村、石圪崂村、王家墕村、阳沟塔村、苏泥村、凉水井村、寨捐村、郭家圪崂村、贺家沟村、耀邦村、龙尾峁村、陈家沟村、桃柳沟村、黄蒿梁村、贺东沟村